# Erma (scultura)

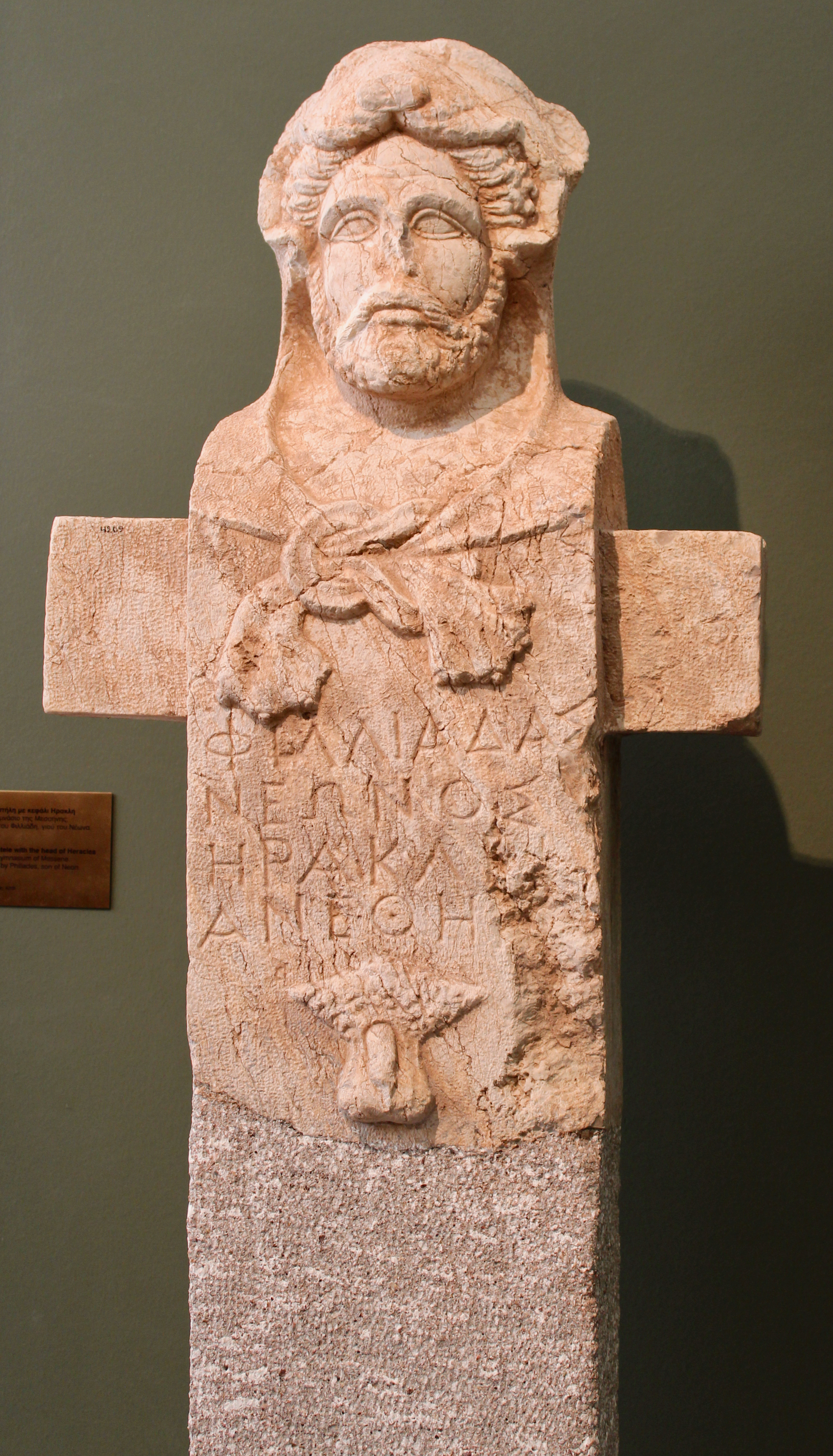
Una tipica erma come si presentava nella sua forma originale e più arcaica, con testa della divinità e fallo

L'erma (in greco antico: ἑρμῆς?) è una tipologia di statua originata nell'antica Grecia.
Si trattava di una scultura costituita da una piccola colonna di sezione quadrangolare, di altezza variabile tra 1 e 1,5 m, sormontate da una testa scolpita a tutto tondo e, in origine, con un fallo sulla sezione quadrangolare. Diffuse a partire dalla fine dell'età arcaica (ultimo quarto del VI secolo a.C.), erano collocate lungo le strade, ai crocevia, ai confini delle proprietà e dinanzi alle porte per invocare la protezione del dio Hermes (da cui forse il nome), cui veniva attribuita, fra le altre cose, la protezione dei viandanti. Successivamente furono adottate dai Romani, mentre nel Rinascimento furono realizzate sotto forma di telamoni.

## Descrizione

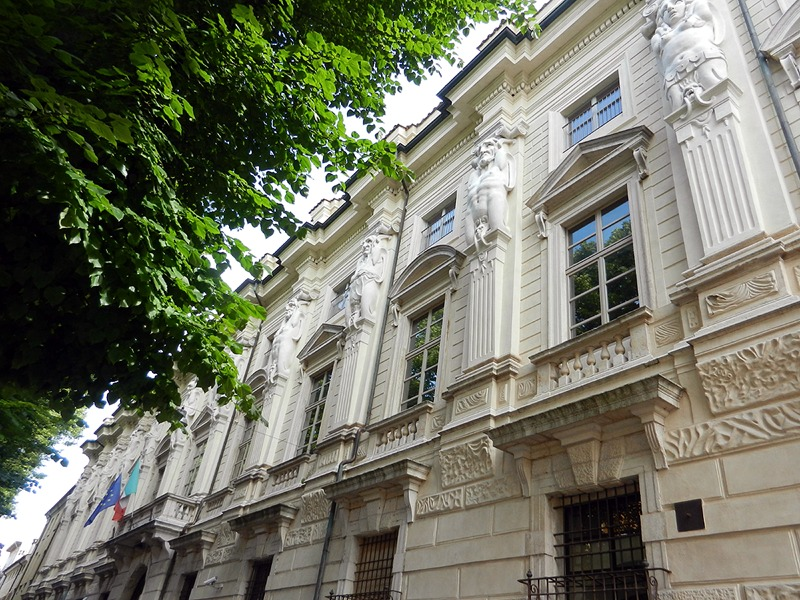
Mantova, la facciata di Palazzo Colloredo.

L'erma deriva da una delle prime forme arcaiche di rappresentazione delle "dimore" di una divinità, il cosiddetto betile che veniva posto a protezione delle vie e delle soglie. A volte le teste erano due, contrapposte per la nuca, secondo il tipo Giano bifronte o addirittura quattro (come sul Ponte dei Quattro Capi, all'Isola Tiberina). Ancor prima dell'epoca arcaica non esisteva nemmeno la testa (o, come a volte avveniva, gli organi genitali) ma solo una pietra tronco conica o di altra forma con evidenti allusioni di natura fallica con cui si augurava la fertilità (vedi le analoghe forme tipo lingam di Siva di culture e religioni orientali o i menhir di origine celtica).
La trasformazione da erma di Ermes a erma-ritratto deve essere avvenuta dall'assimilazione di Ermes quale psychopompòs, cioè funerario, che andava ad assumere i tratti fisici del defunto. Questo processo dovette svolgersi nella tarda età ellenistica o nell'epoca romana, come testimoniano le numerosissime erme romane sia in marmo che in bronzo. In ambito italico era dopotutto diffuso il cippo funerario sormontato dalla testa del defunto (negli esemplari più antichi individuabile solo dal nome, con sembianze del tutto generiche), e fu forse l'innesto di questa tradizione con l'elegante forma greca a originare le erme-ritratto. Spesso le erme presentano un fallo propiziatorio scolpito.
Nel Museo Palatino a Roma sono conservate erme di epoca augustea in marmo nero e a forma di canefora (portatrici di cesti) che con uno gesto vezzoso accennano alla ripresa delle vesti, così come negli originali greci.
Nello stesso museo è presente una lastra con fanciulle che adornano un grande betile con simboli di Apollo.
Sempre nel Palatino, nel tempio della Magna Mater, ai bordi del Germalus, nello stesso periodo, era stato portato e conservato il Betile della dea Cibele, cui era dedicato il tempio: una pietra nera a forma conica.

## Alcibiade e il sacrilegio delle erme
Nel 415 a.C. ad Atene, la notte prima della partenza della spedizione in Sicilia, furono mutilate molte erme delle città. Del fatto fu accusato Alcibiade, che per questo riparò a Sparta.